# Florianópolis
Florianópolis (španělsky Florianapolis, zkráceně Floripa) je hlavní město brazilského státu Santa Catarina v jižní Brazílii. Žije zde přibližně 537 tisíc obyvatel a v celé metropolitní oblasti více než 1 milion 111 tisíc obyvatel. Florianópolis je jedno ze tří brazilských hlavních měst ležících na ostrově (dalšími jsou São Luís a Vitória). Je sídlem římskokatolické diecéze. 
Ačkoliv bylo město založeno Portugalci, je zde dnes patrný také silný italský a německý vliv, stejně jako v celém státě. 

## Název a dějiny

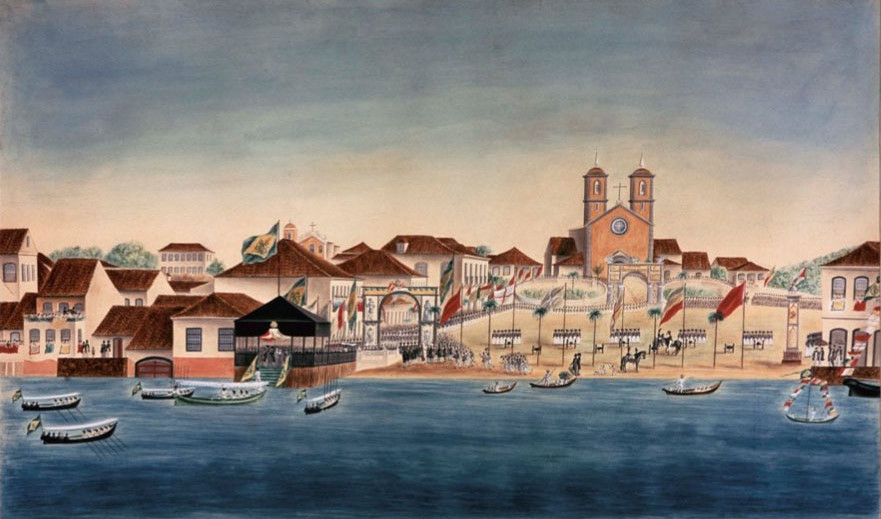
Brazilský král Pedro II. s královnou Terezií Marií připluli do přístavu, 12. října 1845

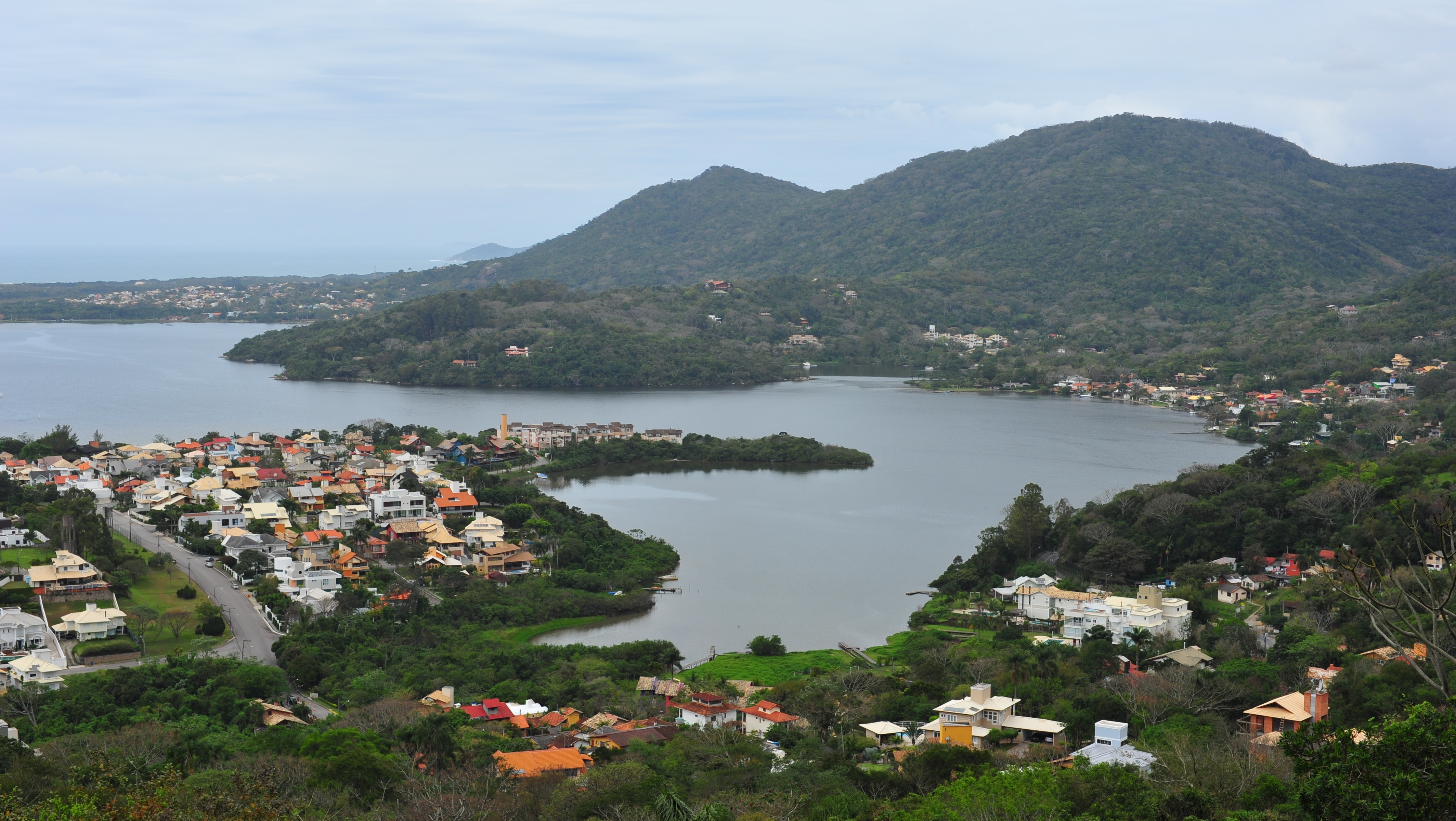
Záliv Lagoa DaConceicao

Původními obyvateli ostrova byli Indiáni  kmene Carijó, kteří místo nazývali „Meiembipe“. Portugalci  se zde vylodili kolem roku 1514  a nazvali ostrov Ilha dos Patos,  Španělé  se zde vylodili v roce 1526 a přejmenovali jej na Ilha de Santa Catarina. S příchodem prvních portugalských kolonistů, které vedl voják Francisco Dias Velha (1622-1687), Portugalci  v roce  1673 sídlo  přejmenovali na „Nossa Senhora do Desterro“, zjednodušeně „Desterro“.  Prvními misionáři byli františkáni. Vlastní město bylo založeno v roce 1726 jako Vila (v tomto roce se slaví jeho svátek). V letech 1747 až 1756 přišlo do Desterra asi 6 000 přistěhovalců z  Azor  a Madeiry . Město se v roce 1823 se stalo hlavním městem provincie Santa Catarina Brazilského císařství a pozdějšího brazilského státu Santa Catarina. 
Druhý (a poslední) brazilský císař Pedro II. s královnou Terezií Marií navštívili město v  říjnu roku 1845.
Během revoluce federalistů v roce 1893 bylo město krátce sídlem revolucionářů. Po jejich porážce bylo v roce  1894 přejmenováno na počest brazilského prezidenta Floriána Peixoto na Florianópolis, se základem v  řeckém slově polis (město).

## Ekonomika
Hospodářství města závisí významně na informačních technologiích, turismu a službách. Město má 42 pláží a je centrem surfování. V roce 2006 jmenoval Newsweek Florianópolis mezi „Deseti nejdynamičtějšími městy světa“. Význam Florianópole narůstá i js turistikou, prázdninové byty či domy zde má množství Brazilců, Argentinců, Američanů a Evropanů.
Mezi lety 1970 a 2004 počet obyvatel vzrostl trojnásobně, narostl ale i počet slumů. Místní ekonomika ale narostla pětinásobně a stále narůstá. Na konci devadesátých let přišlo do města několik soukromých společností, které z něj vytvořily technologický inkubátor. Podle vyjádření místní správy je cílem města stát se Silicon Valley Brazílie s plážemi.

## Doprava
- Mezinárodní letiště Aeroporto Hercilio Luz má spojení s jižními a jihovýchodními hlavními městy brazilských států (São Paulo a Porto Alegre), s dalšími letišti na jihu země, a také s blízkým zahraničím, Argentinou (Buenos Aires) a Uruguayí (Montevideo).  Odbavuje více než 2 miliony cestujících ročně.

Ostrov Santa Catarina je propojen s pevninou třemi mosty, poslední Ponte Hercilio Luz byl postaven po roce 2000.  Město má rozvinutou silniční a dálniční síť, s okolními městy ho spojují následující dálnice a silnice:
- Se São Paulem a Rio de Janeiro: BR-116 / BR-376 / BR-101;
- S Curitiba: BR-376 / BR-101;
- S Porto Alegre: BR-290 / BR-101.

## Památky

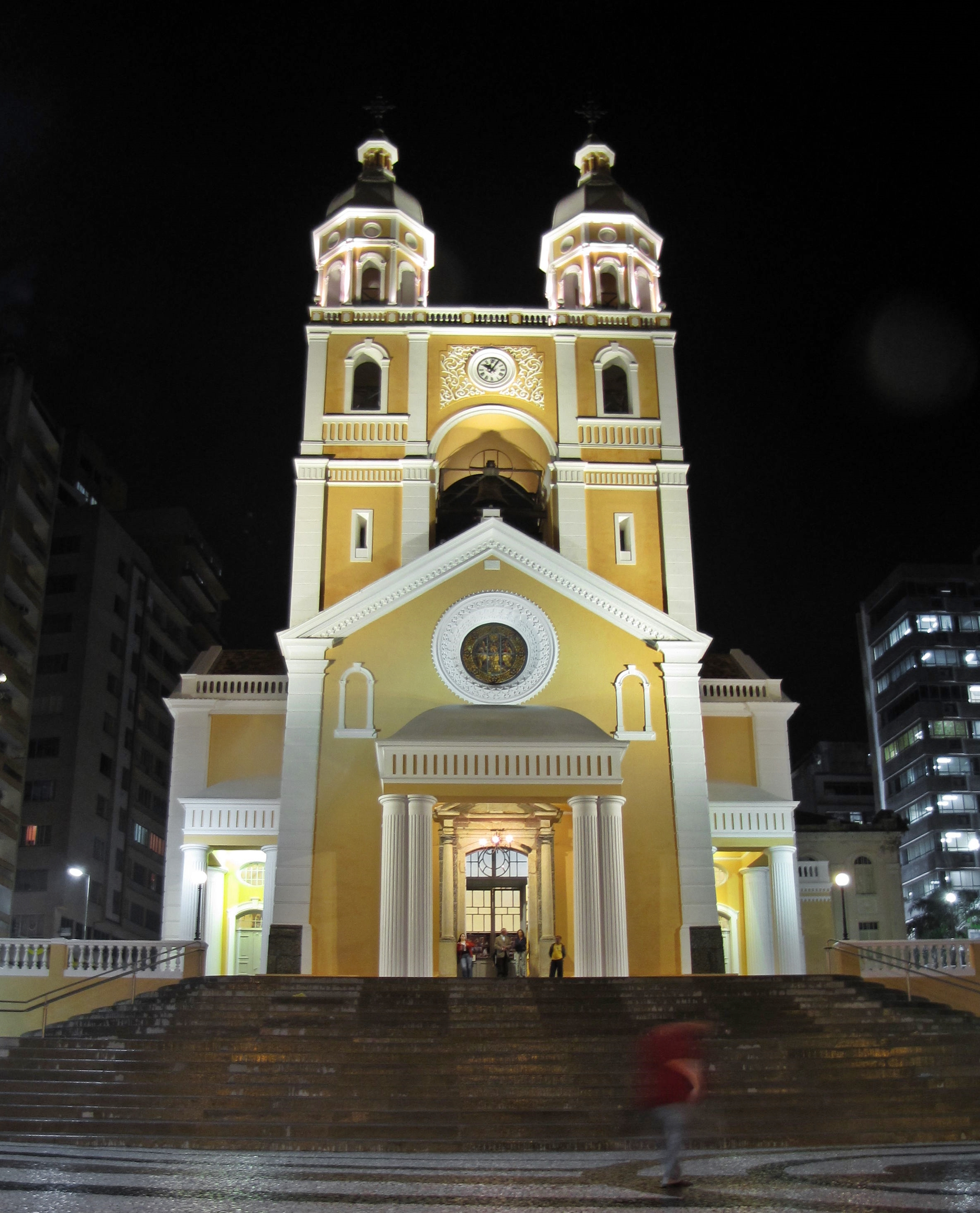
Katedrála

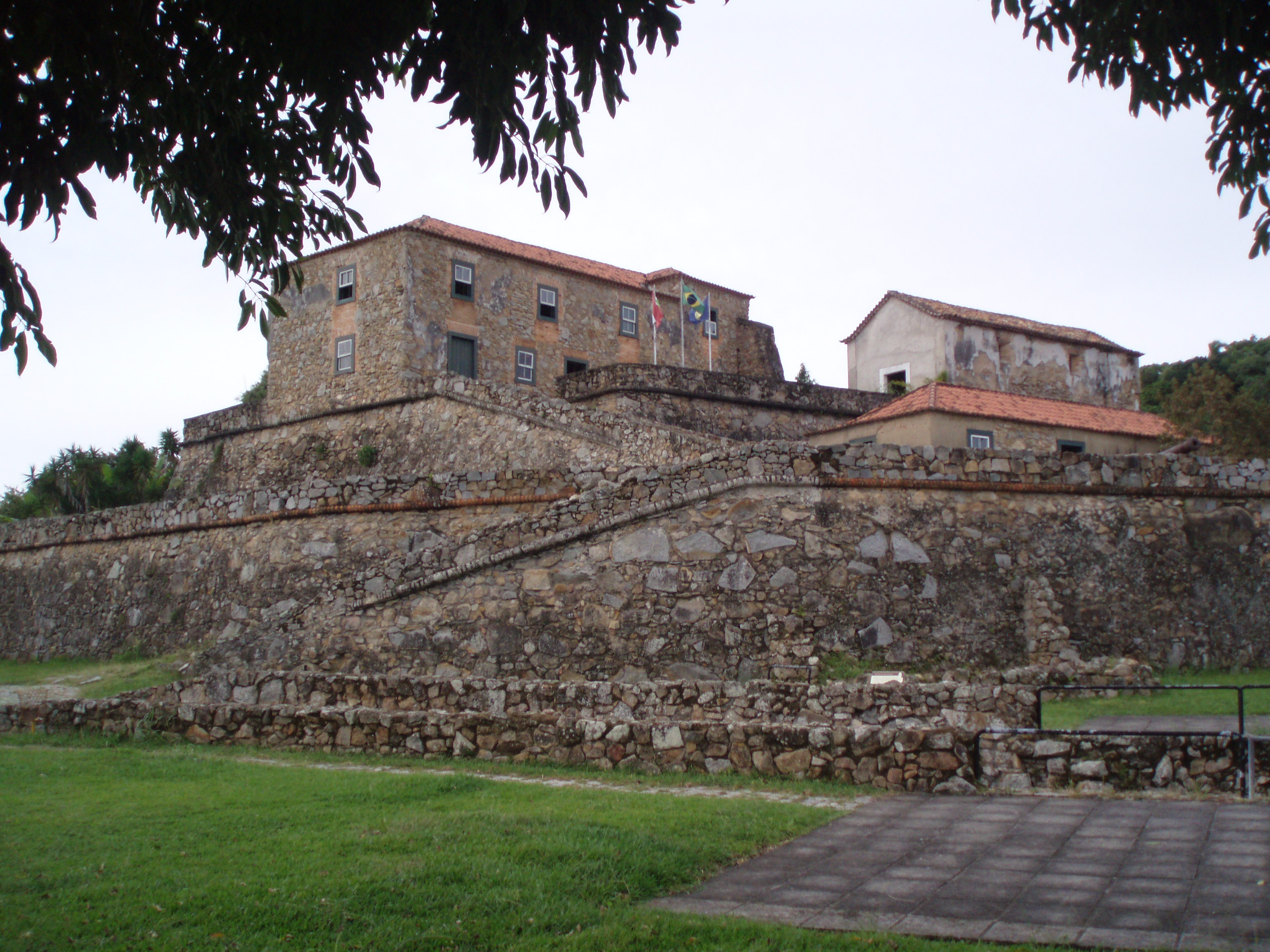
Pevnost sv. Josefa

- Katedrála Naší Panny Marie z Desterra („Nossa Senhora do Desterro“), také Panny Marie exilu a sv. Kateřiny Alexandrijské - trojlodní dvouvěžová bazilika stojí na místě první portugalské kaple z roku 1678,  byla postavena roku 1773 a upravena v 19. století; je sídlem římskokatolické diecéze
- Kostel sv. Františka (Igreja da Ordem Terceira de São Francisco da Penitência), nejstarší dochovaný chrám ve městě, daně barokní stavba ze 17. století, založili ji portugalští františkáni.
- Pevnost svatého Josefa (Fortaleza de São José da Ponta Grossa) - portugalská pevnost ze 16.-18. století
- Palacio Cruz e Sousa - bývalé sídlo guvernéra, nyní městské muzeum
- Mercádo público - komplex zděných staveb městské tržnice  ze 2. poloviny 19. století
- Pomník Francisca Diase Velhy (1622-1687),  portugalského vojáka - kolonisty (bandeirante - praporečník), zakladatele města; je vyobrazen také jako štítonoš městského znaku.

## Vzdělání
Florianópolis je sídlem dvou univerzitː Universidade Federal de Santa Catarina (UFSC), státní univerzity Universidade do Estado de Santa Catarina (UDESC) a Technologického institutu  Instituto Federal de Santa Catarina.

## Sport

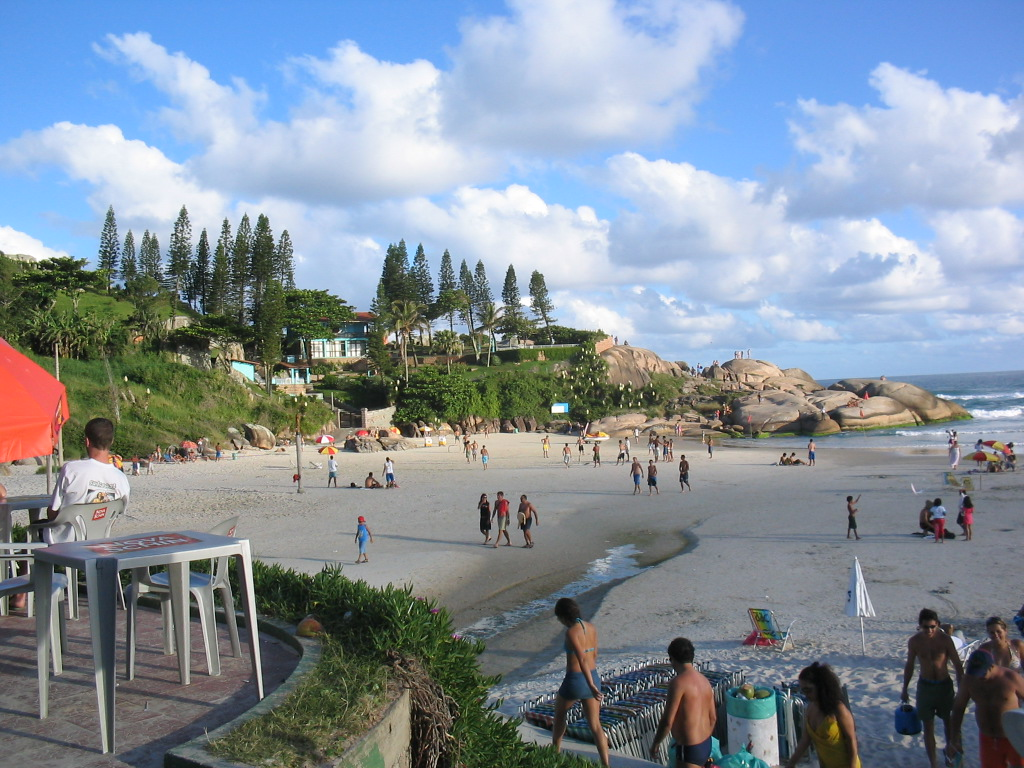
Pláž Joaquina určená pro surfing

- Florianópolis je jednou z lokalit ASP World Tour of the Association of Surfing Professionals, vrcholné světové soutěže v surfingu. Stát Santa Catarina je jediné místo v jižní Americe, kde tato světová soutěž probíhá.
- Ve městě působí fotbalový klub Figueirense Futebol Clube.
- Od roku 2000 se zde každoročně v květnu koná závod v triatlonu Ironman Brasil.
- Od roku 2013 se zde koná ženský tenisový turnaj WTA 125.

## Významní rodáci
- Victor Meirelles  (1832-1903), brazilský malíř
- Mons. Wilson Laus Schmidt  (1916–1982), biskup
- Luiz Henrique Rosa (1938-1985), brazilský zpěvák a kytarista
- Gustavo Kuerten (*  1976),  brazilský tenista